# Cerro Bronco
Cerro Bronco är en ort i Mexiko.   Den ligger i kommunen Xochistlahuaca och delstaten Guerrero, i den sydöstra delen av landet, 300 km söder om huvudstaden Mexico City. Cerro Bronco ligger 726 meter över havet och antalet invånare är 413.
Terrängen runt Cerro Bronco är huvudsakligen kuperad, men västerut är den bergig. Runt Cerro Bronco är det ganska glesbefolkat, med 36 invånare per kvadratkilometer. Närmaste större samhälle är Santa María Zacatepec, 15,7 km sydost om Cerro Bronco. Omgivningarna runt Cerro Bronco är en mosaik av jordbruksmark och naturlig växtlighet.